# CYP2E1
O Citocromo P450 2E1 (abreviado CYP2E1, EC 1.14.13.n7) é um membro do sistema de oxidase de função mista do citocromo P450, que está envolvido no metabolismo de xenobióticos no corpo. Esta classe de enzimas é dividida em várias subcategorias, incluindo CYP1, CYP2 e CYP3, que como um grupo são em grande parte responsáveis pela quebra de compostos estranhos em mamíferos.
A subfamília CYP2 é responsável por grande parte do metabolismo mediado por P450 em seres humanos. Embora o próprio CYP2E1 realize um número relativamente baixo destas reações (~4% conhecido de oxidações de drogas mediado pelo citocromo P450), ele e as enzimas relacionadas CYP1A2 e CYP3A4 são responsáveis pela degradação de um grande número de produtos químicos tóxicos para o ambiente e agentes cancerígenos que entram no organismo, além de reações metabólicas básicas, como oxidação de ácidos graxos.

## Função

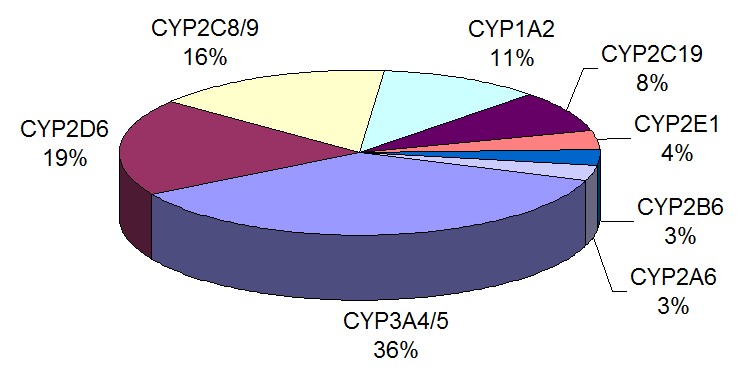
Proporção de substâncias metabolizadas pelas diferentes enzimas do citocromo 450.

O CYP2E1 é uma proteína de membrana expressa em níveis elevados no fígado, onde compõe cerca de 50% do total do mRNA do citocromo P450 hepático e 7% da proteína hepática do citocromo P450. O fígado é, portanto, onde a maioria dos fármacos sofre desativação pelo CYP2E1, diretamente ou por excreção facilitada do corpo.
O CYP2E1 metaboliza principalmente pequenas moléculas polares, incluindo produtos químicos laboratoriais tóxicos, tais como dimetilformamida, anilina e hidrocarbonetos halogenados (ver tabela abaixo). Embora estas oxidações sejam muitas vezes benéficas para o organismo, certas substâncias cancerígenas e tóxicas são bioativadas pelo CYP2E1, implicando a enzima no aparecimento de hepatotoxicidade causada por certas classes de fármacos.
O CYP2E1 também desempenha um papel em várias reacções metabólicas importantes, incluindo a conversão de etanol em acetaldeído e acetato em seres humanos, onde trabalha ao lado da álcool desidrogenase e da aldeído desidrogenase. Na sequência de conversão da acetil-CoA em glucose, a CYP2E1 transforma a acetona via hidroxiacetona (acetol) em propilenoglicol e metilglioxal, os precursores do piruvato, acetato e lactato.
O CYP2E1 também realiza o metabolismo de ácidos graxos endógenos, como a hidroxilação ω-1 de ácidos graxos, como o ácido araquidônico, envolvendo-o em importantes vias de sinalização que podem ligá-lo à diabetes e à obesidade. Deste modo, ela atua como uma mono-oxigenase para metabolizar o ácido araquidónico para o ácido 19-hidroxieicosatetraenóico (19-HETE) (ver ácido 20-hidroxieicosatetraenóico). No entanto, também atua como uma atividade de epoxigenase para metabolizar o ácido docosa-hexaenoico em epóxidos, principalmente o ácido 19R,20S-epoxieicosapentaenóico e os isômeros ácidos 19S,20R-epoxieicosapentaenóicos (denominado 19,20-EDPs) e o ácido eicosapentaenóico em epóxidos, principalmente o ácido 17R,18S-eicosatetraenico e os isômeros do ácido 17S,18R-eicosatetraénico (denominado 17,18-EEQ). O 19-HETE é um inibidor do 20-HETE, uma molécula de sinalização amplamente ativa, por exemplo, ela contrai arteríolas, eleva a pressão arterial, promove a resposta inflamatória e estimula o crescimento de vários tipos de células tumorais; contudo a capacidade e a significância in vivo do 19-HETE na inibição do 20-HETE não foi demonstrada (ver ácido 20-hidroxieicosatetraenóico). Os metabolitos EDP (ver ácido epoxidocosapentaenóico e EEQ (ver ácido epoxieicosatetraenóico) têm uma ampla gama de atividades. Em vários modelos animais e estudos in vitro em tecidos animais e humanos, eles diminuem a hipertensão e a percepção da dor; suprimem a inflamação; inibem a angiogênese, a migração de células endoteliais e a proliferação de células endoteliais; e inibem o crescimento e a metástase de linhas celulares de cancro da mama e da próstata humanos. Sugere-se que os metabolitos EDP e EEQ funcionem em seres humanos como em modelos animais e que, como produtos dos ácidos graxos ômega-3, ácido docosahexaenóico e ácido eicosapentaenóico, os metabolitos EDP e EEQ contribuem para muitos dos efeitos benéficos atribuídos a ácidos graxos ômega-3 dietéticos. Os metabolitos de EDP e EEQ são de curta duração, sendo inativados em segundos ou minutos de formação por epóxido hidrolases, particularmente a epóxido hidrolase solúvel, e, portanto, atuam localmente. O CYP2E1 não é considerado um contribuinte principal para a formação dos epóxidos citados  mas poderia agir localmente em certos tecidos para fazê-lo.

### Substratos
A seguir, há uma tabela de selecionados substratos da CYP2E1. Onde classes de agentes são listadas, pode haver exceções dentro da classe.
| Substratos |
| --- |
| - Anestésicos: - halotano - enflurano - isoflurano - metoxiflurano - sevoflurano - paracetamol (Acetaminofeno) - usado como analgésico, antipirético - toxicação pelo CYP2E1 - etanol (psicoativo) - Substâncias industriais potencialmente tóxicas - anilina - benzeno - dimetilformamida - teofilina (estimulante, metabólito ativo da cafeína) - clorzoxazona (relaxante muscular) - Zopiclona e Eszopiclona (sedativo/hipnótico) |